# Элмдейл (город, Миннесота)
Элмдейл (англ. Elmdale) — город в округе Моррисон, штат Миннесота, США. На площади 8,8 км² (8,8 км² — суша, водоёмов нет), согласно переписи 2002 года, проживают 107 человек. Плотность населения составляет 12,1 чел./км².
- FIPS-код города — 27-18872[1]
- GNIS-идентификатор — 0643306[2]